# 村上知子
村上 知子（むらかみ ともこ、1980年（昭和55年）1月2日 - ）は、日本のお笑いタレント、女優。女性お笑いトリオ森三中のメンバーで、ツッコミ担当。立ち位置は中央。
神奈川県横浜市磯子区出身。吉本興業所属。身長146cm、体重60kg、橘女子高等学校（現在の橘学苑高等学校）卒業。吉本総合芸能学院4期生。既婚。別名「村上様」・「森三中の太っちょ」・「ムーさん」。

## エピソード
- 『ダウンタウンのガキの使いやあらへんで!!』や『リンカーン』にて、ダウンタウンの浜田雅功と共演する際、しばしば胸を無理やり揉まれる。村上が男性に胸を揉まれるのは浜田が初めてだったという[1]。浜田曰く「揉むことがツッコミ」とのこと。このカラミ以降、胸を揉んでも許されるキャラが定着した[1]。また、村上の結婚により、夫婦間で話し合いを持ち「服の上からだったらいいんじゃないか」という結論に達し、今後も浜田に胸を揉まれることを承諾している。
- 初期のころはハイトーンで叫びたてるような芸風だったが、後にゆっくりとしゃべるようになった。
- 過去に、番組の企画でアイドルキャラを演じさせられたことがある。
- 周囲からはよくMEGUMIに似ていると言われ、光浦靖子から「たまにMEGUMIよりカワイイ時がある。」、田村淳から「写真集出したらMEGUMIと間違えてそこそこ売れるんじゃないか?」と言われるほどである。また、本人は優香に似ていると断言している。
- 大島曰くかなりの不器用で、2つ以上のことを並行して行えないため、電話をしつつメモを取ることもできないという。
- 運動が苦手だが、側転のみは出来る。
- 基本的に収録時にはテンションは高く他の2人と比べ感情の起伏は激しくないが、大島曰く「ムーさんがテンション下げたら終わり」とのこと。
- 大島・黒沢曰く森三中で最も人間が出来ている常識人といい、手相を得意とする島田秀平は占いで「森三中が売れているのは村上さんのおかげ、一番欠かせない存在」と称している。
- 2012年9月15日、『リンカーン』の収録で、右足のふくらはぎを肉離れして全治1か月の怪我を負った[2]。その模様は同年10月9日の放送でもOAされた。
- 2013年9月からはジェーシー・コムサのブランド「デルソーレ」の応援団長を務める[3]。

### 結婚関連
- 2008年3月28日に2歳年上の一般人男性（当時30歳）と同年3月23日に結婚した事を発表。この日出演した『森田一義アワー 笑っていいとも!』にて結婚を報告し、観客から盛大な祝福を受けた。また同日放送の『ドリーム・プレス社・2時間スペシャル』の中で、結婚報告会見の模様が生中継された。会見の進行役は安住紳一郎が務め、大島美幸、黒沢かずこ、横田淑恵（占い師「銀座の母」）も同席した。
  - 出会いから3日後に交際を始め、1週間後にプロポーズをされ、3週間での結婚に松本人志は本気で彼女の結婚を心配していると、自身のラジオ番組で述べている。松本曰く「カネ目当てではないか?」「DVの激しい男なんじゃないか?」とネガティブな憶測を立てたが作家の高須光聖曰く、結婚前に大島美幸とその夫で放送作家の鈴木おさむが二人と会っており、鈴木おさむの話では夫となる人物は非常に優しくおっとりしておりアパレル関係の会社員でオシャレな男性だったという[4]。
- 2014年3月に第一子となる女児を出産[5]。産休のため同年2月より芸能活動を一時休止し、7月1日の『世界の果てまでイッテQ!』の収録にて復帰[6]。

## 主な出演作品
トリオでの出演は森三中#出演を参照。

### バラエティー
- ダウンタウンDX（ytv制作・日本テレビ系）
- ココリコミラクルタイプ（フジテレビ系）
- 笑っていいとも!（フジテレビ系）
- 笑いの金メダル（ABC制作・テレビ朝日系）
- いきなり!黄金伝説。（テレビ朝日系）
- ダウンタウンのガキの使いやあらへんで!!（日本テレビ系）
- 朝はビタミン!（テレビ東京、不明 - 2008年9月29日）
- 晴れ、ときどきファーム!（NHK BSプレミアム、2013年4月 - 2023年3月28日） - レギュラー
- 納得!買い得!キニナルマーケット → キニナルマーケット （「グッとラック!」→「Let's!美バディ」→「プチブランチ」内番組）（TBSテレビ、2019年9月30日 - [7]） - MC
  - 超キニナル爆安祭（2021年3月29日・2022年3月12日） - MC
- 土曜はナニする!?（関西テレビ）- 準レギュラー

### テレビドラマ
- ラブ・ジャッジ（2003年、TBS系）
- ブスの瞳に恋してる（2006年、関西テレビ制作・フジテレビ系）ヒロイン - 太田美幸 役
- パンダが町にやってくる（2008年、毎日放送制作・TBS系）主演 - 若菜翔子 役
- スマイル（2009年、TBS系）- 美奈子 役
- エンゼルバンク〜転職代理人〜（2010年、テレビ朝日系）- 野々村南 役
- お助け屋☆陣八 第8話（2013年、読売テレビ制作・日本テレビ系）- 平山邦子 役
- 嘆きの美女 最終回（2013年、NHK BSプレミアム） - 女性芸人B 役
- 私 結婚できないんじゃなくて、しないんです 第1話（2016年、TBS系） - 結婚相談所の職員 役
- ミラー・ツインズ（2019年、東海テレビ WOWOW制作・フジテレビ系） - 野宮清美 役

### 映画
- ララピポ（2009年、日活） - 玉木小百合 役
- ドロップ（2009年） ‐ファミレス店員　役
- クロサワ映画（2010年） - 本人 役
- 今日も嫌がらせ弁当（2019年） - 浩実 役

### 吹き替え
- シュガー・ラッシュ（2013年） - ジュビリーナ・ビンビン 役
- シュガー・ラッシュ:オンライン（2018年） - ジュビリーナ・ビンビン 役[8]

### テレビアニメ
- オッドタクシー（2021年、テレビ東京ほか） - タエ子 役[9]

### 劇場アニメ
- 映画 オッドタクシー イン・ザ・ウッズ（2022年） - タエ子 役

### CM
- サントリー「野菜カロリー計画」（2008年）
- 明治製菓「明治ミルクチョコレート」（2009年。小泉今日子、広末涼子、木下優樹菜らと共演）
- トヨタ自動車「パッソ（2代目）」（2010年 - 。黒沢かずこ、仲里依紗らと共演）
- 久光製薬「サロンパス」（2011年）
- 花王「アタック3X→アタック抗菌EX」（2020年 - 。菅田将暉と共演）

### 舞台
- アウェーインザライフ（2010年）